# Liste des évêques de Telese
Cette liste recense les évêques qui se sont succédé sur le siège du diocèse de Telese. En 1818, le diocèse d'Alife est supprimé et son territoire incorporé à celui de Telese. En 1820, le diocèse d'Alife est rétabli et uni aeque principaliter à celui de Telese. En 1984, l'évêque de Telese est également nommé évêque de Sant'Agata de 'Goti, unissant les deux sièges in persona episcopi ; ils sont pleinement unis le 30 septembre 1986 et la nouvelle circonscription prend le nom de diocèse de Cerreto Sannita-Telese-Sant'Agata de' Goti.

## Évêques de Telese
- Florenzio (mentionné en 465)
- Agnello (mentionné en 487)
- Menna (mentionné en 600
- Saint Palerio de Telese (moitié du IXe siècle)
- Anonyme (mentionné en 1061)
- Arnaldo Telesino (1068-1070)
- Gilberto de Telese (mentionné en 1075)
- Tommaso (mentionné en 1080)
- Pietro (1178-1190)
- Anonyme (mentionné en 1198)
- Luciano (1212-1219)
- S. (1239)
- R. (1240-1243)
- Rao (1268-1284)
- Salerno (1286-1296)
- Giacomo Ier (mentionné en 1304)
- Giovanni Arisio (1326-1328)
- Tommaso Ier (1328-1340)
- Tommaso II (1340-1345)
- Matteo Guiliand, O.F.M (1345-1348)
- Domenico, O.F.M (1348- ?)
- Giacomo da Cerreto (1353-1372)
- Giacomo II (1372-1398), nommé évêque de Nicastro)
  - Giovanni di Casalialbulo, O.F.M (1386-1393), antiévêque
  - Nicola di Bittaro (1393- ?), antiévêque
- Clemente da Napoli, O.E.S.A (1399- ?)
- Marcuccio Brancia (1413-1452)
- Ferdinando Gimel (1454-1458)
- Meolo de Mascabruni (1459-1464), nommé évêque de Muro Lucano
- Matteo Giudici (1464-1483), nommé évêque d'Atri et de Penne
- Troilo Agnesi (1483-1487), nommé évêque de Lavello
- Pietro Palagario, O.F.M (1487-1505)
- Andrea Riccio (1505-1515)
- Biagio Caropipe (1515-1524)
- Giovanni Gregorio Peroschi (1524-1525)
- Mauro de Pretis (1525-1533)
- Sebastiano De Bonfiliis (1533-1540)
- Alberico Giaquinto (1540-1548)
- Giovanni Beroaldo (1548-1557), nommé évêque de Sant'Agata de' Goti
- Angelo Massarelli (1557-1566)
- Cherubino Lavosio, O.E.S.A (1566-1577)
- Annibale Cattaneo (1578-1584)
- Giovanni Stefano de Urbieta, O.P (1584-1587)
- Cesare Bellocchi (1587-1595)
- Eugenio Savino (1596-1604)
- Placido Fava, O.S.B.Oliv (1604-1605)
- Eugenio Cattaneo, B. (1606-1608)
- Giovanni Francesco Leone (1608-1613)
- Sigismondo Gambacorta, C.R.S.A (1613-1636)
- Pietro Paolo de Rustici, O.S.B. (1637-1643), nommé évêque d'Isernia
- Pietro Marioni (1644-1659)
- Pietro Francesco Moia, C.R.S (1659-1674)
- Domenico Cito, O.P (1675-1683)
- Giovanni Battista de Bellis (1684-1693)
- Biagio Gambaro (1693-1721)
- Francesco Baccari (1722-1736)
- Antonio Falangola (1736-1747), nommé évêque de Caserte
- Filippo Gentile (1747-1771)
- Filiberto Pascale (1771-1788)
  - Siège vacant (1788-1792)
- Vincenzo Lupoli (1792-1800)
  - Siège vacant (1800-1818)
- Raffaele Longobardi (1818-1822), nommé évêque de Telese et Alife

## Évêques de Telese et d'Alife
- Raffaele Longobardi (1822-1822)
- Giovanni Battista de Martino di Pietradoro (1824-1826)
- Carlo Puoti (1826-1848)
- Gennaro Di Giacomo (1848-1852)

## Évêques de Telese ou Cerreto
- Luigi Sodo (1853-1895)
- Angelo Michele Iannacchino (1895-1918), nommé évêque titulaire de Lorium
- Giuseppe Signore (1918-1928), nommé évêque titulaire d'Emmaüs
- Salvatore Del Bene (1928-1957)
- Felice Leonardo (1957-1986), nommé évêque de Cerreto Sannita-Telese-Sant'Agata de' Goti

## Évêques de Cerreto Sannita-Telese-Sant'Agata de' Goti
- Felice Leonardo (1986-1991)
- Mario Paciello (1991-1997), nommé évêque d'Altamura-Gravina-Acquaviva delle Fonti
- Michele De Rosa (1998-2016)
- Domenico Battaglia (2016-2021)
- Giuseppe Mazzafaro (2021-  )

## Sources
- « Diocese of Cerreto Sannita-Telese-Sant’Agata de’ Goti », sur www.catholic-hierarchy.org